# Ataeniopsis figurator
Ataeniopsis figurator är en skalbaggsart som beskrevs av Edgar von Harold 1874. Ataeniopsis figurator ingår i släktet Ataeniopsis och familjen Aphodiidae. Inga underarter finns listade.